# پی‌یر-بوفی‌یر
پی‌یر-بوفی‌یر (به فرانسوی: Pierre-Buffière) یک کمون در دپارتمان اوت-وین در ناحیهٔ نوول-آکیتن واقع در مرکز غربی فرانسه است.
پی‌یر-بوفی‌یر ۵٫۷۵ کیلومتر مربع مساحت و ۱٬۱۴۲ نفر جمعیت دارد.